# Hygronemobius amoenus
Hygronemobius amoenus är en insektsart som beskrevs av Lucien Chopard 1920. Hygronemobius amoenus ingår i släktet Hygronemobius och familjen syrsor. Inga underarter finns listade i Catalogue of Life.